# Гринчишин Петро Омелянович
Петро́ Омеля́нович Гринчи́шин (псевдонім — П. Січ; нар. 15 травня 1956, с. Саранчуки Бережанського району Тернопільської області) — український поет, режисер, актор, сценарист, діяч культури. Член Національної спілки письменників України (1997). 1995 визнаний у Канаді «Українцем тижня».

## Життєпис
Закінчив Львівське культурно-освітнє училище, Вищі режисерські курси. Працював керівником драматичного колективу в Бережанах. Згодом — режисер, актор,директор професійного драматичного театру в м.АчінськСибіру, редактор видавництва «А-ба-ба-га-ла-ма-га» (м. Київ); працював драматургом, сценаристом.
Організатор і керівник театру драми і поезії (Красноград/ Краснограді)
Від 1990 — в Канаді. Директор і режисер драматичного театру «Лісова пісня», викладач літератури в українській школі міста Торонто.

## Театральна діяльність
На сценах Канади зіграв ролі в характерних образах Тараса Шевченка, Симона Петлюри, Євгена Коновальця, Лукаша і Водяника у «Лісовій пісні» Лесі Українки,Славка Мазія в комедії "Іспанська муха" (режисер) та ін.
Як режисер здійснив постановку опери Георгія Майбороди «Тарас Шевченко»,разом із відомим дириґентом і колишнім директором Київської Опери Володимиром Колесником.

## Літературна творчість
Поезії Гринчишина увійшли до «Хрестоматії української літератури Канади», опублікованої в часописах Канади й України (зокрема «Молода Україна» у Торонто),часописі "Дукля".
Автор двох збірників поезій «Думки поезії лукаві» (Торонто — Київ, 1996)."Золотавий цвіт любови" (Ів.Франківськ,2005) ,трьох томів публіцистики «Від Зарваниці до Ґарабандалу» (Т., 2001).
Автор трьох драматичних творів:"Повернися до мене,сину"(1992),"Країна Чорноземія", 2002),"Вчорашній день",2000)
Окремі видання:
- Гринчишин П. Вірші // Хрестоматія з української літератури в Канаді. — Едмонтон, 2000. — С. 152.
- Гринчишин П. Думки поезії лукаві. — Нью-Йорк; Торонто — К., 1996. — 176 с.